# Émilia Dérou-Bernal
Pour les articles homonymes, voir Bernal.
 (juin 2025).
Si vous disposez d'ouvrages ou d'articles de référence ou si vous connaissez des sites web de qualité traitant du thème abordé ici, merci de compléter l'article en donnant les références utiles à sa vérifiabilité et en les liant à la section « Notes et références ».
Émilia Dérou-Bernal, née le 18 février 1984 à Roanne (Loire, France), est une actrice franco-espagnole.

## Biographie
Émilia est une actrice née en France le 18 février 1984, d’un père normand et d’une mère andalouse née au Maroc. Elle a deux frères, Jonathan et Pierre. Elle grandit à Montpellier (Hérault).
Sa première apparition devant une caméra est à Londres en 2000, dans la série Bad Girls qui parle de femmes en prison. Puis elle quitte l'Angleterre pour suivre une formation à Madrid, elle intègre l'école CNC de Cristina Rota en 2001. Elle écrit et joue dans un film expérimental au Mexique sur le parcours d'Antonin Artaud chez les tarahumaras.
En 2004, elle intègre l'école de cinéma le CLCF en 2e année dans la section réalisation à Paris. Elle travaille aussi avec des coachs comme Bob McAndrew ou Eric Viala. C'est d'ailleurs là qu'elle rencontre le réalisateur Djinn Carrenard en 2008. Il lui parle de son projet de long métrage, Donoma. Le film est présenté au Festival de Cannes en 2010 dans la sélection Association pour le cinéma indépendant et sa diffusion (ACID) dont il fait l'ouverture. Aux côtés d'Émilia on découvre des comédiens comme Matthieu Longatte, Sékouba Doucouré ou Vincente Perez.
Dans  Télérama, Pierre Murat souligne « C'est rigolo, subtil, plus cruel qu'il n'y paraît, et les deux interprètes - Emilia Dérou-Bernal et Vincente Perez - sont parfaits ». Le film est sorti le 23 novembre 2011 et reçoit le Prix Louis-Delluc du meilleur premier film.
Emilia est aussi membre de la commission pour l’aide à l’écriture et à la ré-écriture du Centre national du cinéma et de l'image animée (CNC) de 2012 à 2014. On la retrouve dans des films comme Cosmodrama de Philippe Fernandez présenté à Cannes en 2015 dans la sélection ACID ou Vie sauvage de Cédric Kahn.
Elle crée également une entreprise en 2012 de commerce en ligne. Puis une seconde société en 2016 de production et distribution audiovisuelle, TERRITOIRE(S), qui accompagne le premier film de la jeune réalisatrice Anaïs Volpé, HEIS (CHRONIQUES). Le film a remporté le prix du jury au Festival du film de Los Angeles ainsi que le prix contrebande au Festival international du film indépendant de Bordeaux.

## Filmographie

### Cinéma

#### Longs métrages
- 2011 : Donoma de Djinn Carrenard : Analia
- 2014 : Fièvres de Hicham Ayouch : L'assistante sociale
- 2014 : Vie sauvage de Cédric Kahn : La voisine normande
- 2016 : Cosmodrama de Philippe Fernandez : La physiologiste
- 2016 : 600 Euros de Adnane Tragha : Cinthya
- 2016 : FLA (Faire l'amour) de Djinn Carrenard : L'hôtesse de l'air
- 2017 : Heis de Anaïs Volpé : Malik
- 2017 : Hayati de Osman Mebarek André : Léonore
- 2023 : Making of de Cédric Kahn : Marion

#### Courts métrages
- 2014 : Nor de Meryem Benm' Barek : Emilia
- 2014 : Our Malik de Anaïs Volpé : Malik
- 2015 : Jennah de Meryem Benm' Barek : La mère
- 2015 : Jeanne de Nicolas Khamsopha : Anna Prigent
- 2016 : Incomplets de Mickaël Schapira Villain : La nurse
- 2018 : Slender de Aliha Thalien : Marie
- 2018 : Le Bal de Jean-Baptiste Durand : Estelle

### Télévision
- 2000 : Les Condamnées, Saison 3 (Londres) : Prisonnière Marie
- 2003 : Luna negra (telenovela) (es) (Madrid) : la francesa
- 2003 : Artaud el camino tarahumara (Mexique)
- 2008 : Affaires Classées, l'Affaire Akira Ojima : une flic
- 2008 : Duval et Moretti : l’infirmière
- 2011 : La prise en passant : une flic

### Clips
- 2004 : Taxi, Doc Gynéco
- 2004 : L'orange du marchand, Saison 3 de Star Academy

## Distinctions
- 2011 : Prix d’interprétation au Festival international du film de Dieppe pour son rôle dans Donoma.
- 2015 : Prix d’interprétation à Saint-Germain-en-Laye pour son rôle dans Jeanne.